# 충무동 (창원시)
충무동(忠武洞)은 대한민국 경상남도 창원시 진해구의 행정동 및 법정동이다. 진해구 도심의 서부에 위치하고 있다.

## 역사
- 충무동은 역사적으로 웅천현 상서면 → 웅천부 상서면 → 창원부 웅서면 → 창원부 진해면 → 창원군 진해면 → 창원군 진해읍의 관할로 변천하여 왔다.
- 1955년: 진해읍이 진해시로 승격하면서 충무로1가동 ~ 6가동이 되었다.
- 1996년: 행정동 통폐합에 따라 충무로1가동과 4가동이 중앙동으로, 충무로2가동과 3가동이 태평동으로, 충무로5가동과 6가동이 충무동으로 각각 통합되었다.
- 2020년: 중앙동과 태평동이 충무동에 통합되었다.

## 법정동
- 화천동(和泉洞)
- 송학동(松鶴洞)
- 평안동(平安洞)
- 대흥동(大興洞)
- 충무동(忠武洞)
- 인사동(仁寺洞)
- 여좌동(餘佐洞)
- 신흥동(新興洞)
- 동상동(東上洞)
- 도만동(道萬洞)
- 도천동(道泉洞)
- 비봉동(飛鳳洞)
- 송죽동(松竹洞)
- 수송동(壽松洞)
- 현동(縣洞) 일부
- 대천동(大川洞) 일부
- 광화동(光化洞) 일부
- 중평동(中坪洞) 일부
- 근화동(槿化洞) 일부
- 익선동(益善洞) 일부
- 회현동(會賢洞) 일부
- 통신동(通信洞)
- 중앙동(中央洞)
- 창선동(昌善洞)
- 대영동(大榮洞)
- 앵곡동(鶯谷洞)
- 숭인동(崇仁洞)
- 인의동(仁義洞)
- 남빈동(南濱洞) : 면적은 0.005 평방킬로미터로, 현재 국내에서 가장 좁은 법정동이다.
- 충의동(忠義洞)
- 대영동(大榮洞)
- 앵곡동(鶯谷洞)
- 숭인동(崇仁洞)
- 인의동(仁義洞)
- 충의동(忠義洞)
- 대죽동(大竹洞)
- 속천동(束川洞)
- 안곡동(安谷洞)
- 무송동(茂松洞)
- 부흥동(復興洞)
- 근화동(槿化洞)
- 태평동(太平洞)
- 제황산동(帝皇山洞)

## 교육
- 제황초등학교
- 진해남산초등학교
- 해군사관학교

## 교통
- 진해시외버스터미널